# 경기도융합과학교육원
경기도융합과학교육원(京畿道融合科學敎育院)은 융합형 과학기술 인재 양성을 위하여 학생의 탐구활동을 지원하고, 교원의 역량 강화를 위한 각종 연수를 지원하기 위하여 경기도교육청 산하에 설치된 소속기관이다.

## 같이 보기
- 융합과학
- 과학교육